# 山下治 (映画監督)
山下 治（やました おさむ、1936年 - 没年不詳）は、日本の映画監督、脚本家、俳優である。

## 人物・来歴
1936年（昭和11年）に生まれる。
満29歳ころの1965年（昭和40年）、『未成熟』を初監督した（クレジットは菜穂俊一）。菜穂俊一（本名・菜穂進）は、ナオプロダクションやワールド映画製作のピンク映画のプロデューサーを務めた人物である。同年に監督した『女の痛恨』で初めて「山下治」とクレジットされ、本格デビューした。
以降、約30作の作品を監督した。1967年（昭和42年）12月20日、アメリカ合衆国のカリフォルニア州フレズノで、山下が監督し、藤川亜紀らが出演した The Adolescent  （『アドレッセント』、65年の『未成熟』と思われる）という映画が公開されている記録がある。同作を米国で配給したのは、オリンピック・インターナショナル・フィルムズ（Olympic International Films）という会社である。俳優としては同年12月、「小平事件」をモチーフに若松孝二が監督した『続日本暴行暗黒史 暴虐魔』に、「丸木戸義雄」役で主演している。1968年（昭和43年）4月に公開された『情事残酷史』について、同年8月、佐藤重臣編集長時代の『映画評論』8月号に、詩人の三馬樽平が『山下治と「情事残酷史」』と題する批評で、山下と作品を紹介している。このころ、中村幻児らが師事した。
1969年（昭和44年）1月に公開された監督作『脱獄囚の記録より 失神』を最後に、同年末にノイローゼのために映画界から姿を消す。遺族のブログによれば、最新更新の2009年2月の時点ですでに死去していると記されている。
2012年（平成24年）7月現在、東京国立近代美術館フィルムセンターは、脚本に参加した『犯された白衣』を除き、山下の監督作を所蔵していない。米国で公開された『アドレッセント』については、サムシング・ウィアード・ヴィデオが2007年（平成19年）に北米向けにDVDとして発売している。『新・情事の履歴書』については、ハミングバード（のちのマイカルハミングバード）およびビクター音楽産業（現在のビクターエンタテインメント）が、1990年（平成2年）1月26日にVHSビデオグラムとして発売した。

## フィルモグラフィ
文化庁「日本映画情報システム」、および日本映画データベース、インターネット・ムービー・データベースに掲載されている作品の一覧である。特筆以外は監督である。
1965年
- 『未成熟』(クレジットは菜穂俊一)　：出演津村冷子、製作ナオプロダクション、配給不明、1965年7月公開
- 『女の痛恨』 : 出演西川実樹、製作ナオプロダクション、配給不明、1965年10月成人映画指定
- 『肌のあやまち』 : 出演城山路子・野上正義、製作ナオプロダクション、配給国映、1965年11月公開（映倫番号14230）

1966年
- 『初めての感触』 : 出演山村美重、製作センチュリー、配給ワールド映画、1966年2月公開（映倫番号14386）
- 『泣かされた女』 : 出演水城リカ、製作・配給ワールド映画、1966年3月公開
- 『処女の絶叫』 : 出演山中淫子、製作双映、配給不明、1966年5月公開
- 『浮気虫』 : 出演城山路子（光岡早苗）、製作双映、配給不明、1966年6月公開
- 『未知のセックス』 : 出演香取環、製作双映、配給不明、1966年8月公開
- 『テクニック』 : 出演檜みどり、製作双映、配給不明、1966年9月公開
- 『女道楽』 : 出演来美奈津子、製作双映、配給不明、1966年10月公開
- 『価値ある女』 : 出演火鳥こずえ、製作・配給ワールド映画、1966年12月公開
- 『アドレッセント』 The Adolescent  : 出演藤川亜紀、製作・配給等不詳、1966年公開、1967年12月20日 アメリカ合衆国公開

1967年
- 『戯れ』 : 出演飛鳥公子、製作青年群像、配給関東特配、1967年2月公開
- 『色の手配師』 : 出演藤ひろ子、製作青年群像、配給国映、1967年3月公開
- 『犯された白衣』 : 監督若松孝二、出演唐十郎、製作・配給若松プロダクション、1967年3月公開 - 足立正生・若松孝二・唐十郎と共同脚本
- 『新・情事の履歴書』 : 出演瞳亜矢子、製作青年群像、配給不明、1967年4月公開
- 『不毛の愛欲』 : 製作小諸次郎、出演観世亜紀、製作青年群像、配給関東映配、1967年5月9日公開（映倫番号14928）
- 『処女の血脈』 : 製作小諸次郎、出演加賀奈緒美、製作・配給関東映配、1967年7月18日公開（映倫番号15012）
- 『毒牙』 : 出演辰巳典子、製作青年群像、配給関東映配、1967年9月12日公開（映倫番号15013）
- 『日本性犯罪史 通り魔』 : 出演加賀奈織美（加賀奈緒美）、製作青年群像、配給関東映配、1967年11月14日公開（映倫番号15117）
- 『続日本暴行暗黒史 暴虐魔』 : 監督若松孝二、脚本出口出、共演林美樹、製作若松プロダクション、配給葵映画、1967年12月公開 - 主演（「丸木戸義雄」役）
- 『好色百科事典 セックス』 : 出演浜村久美、製作・配給国映、1967年公開
- 『性の復活』 : 出演野上正義、製作若松プロダクション、配給不明、1967年公開

1968年
- 『情事残酷史』 : 出演瞳亜矢子、製作朝倉プロダクション、配給国映、1968年4月公開（映倫番号15343）
- 『歪んだセックス』 : 製作朝倉プロダクション、配給国映、1968年5月公開
- 『ある妊娠』 : 出演清水世津、製作朝倉プロダクション、配給国映、1968年7月公開（映倫番号15405）[14]
- 『未亡人責め』 : 企画製作上松宗夫、出演水上リサ、製作上松プロダクション、配給日映、1968年8月公開（映倫番号15481）
- 『女責め たらい廻し』 : 製作上松プロダクション、配給日映、1968年9月公開（映倫番号15507）
- 『セックスの神秘』 : 製作・配給ワールド映画、1968年10月公開（映倫番号15567）
- 『激しい愛撫』 : 製作・配給ワールド映画、1968年公開
- 『胎児の子守唄』 : 製作・配給国映、1968年公開
- 『真実の処女』 : 出演野上正義・高岡和子、製作若松プロダクション、配給不明、1968年公開

1969年
- 『脱獄囚の記録より 失神』 : 製作・配給国映、1969年1月公開（映倫番号15693）